# 深汕公路

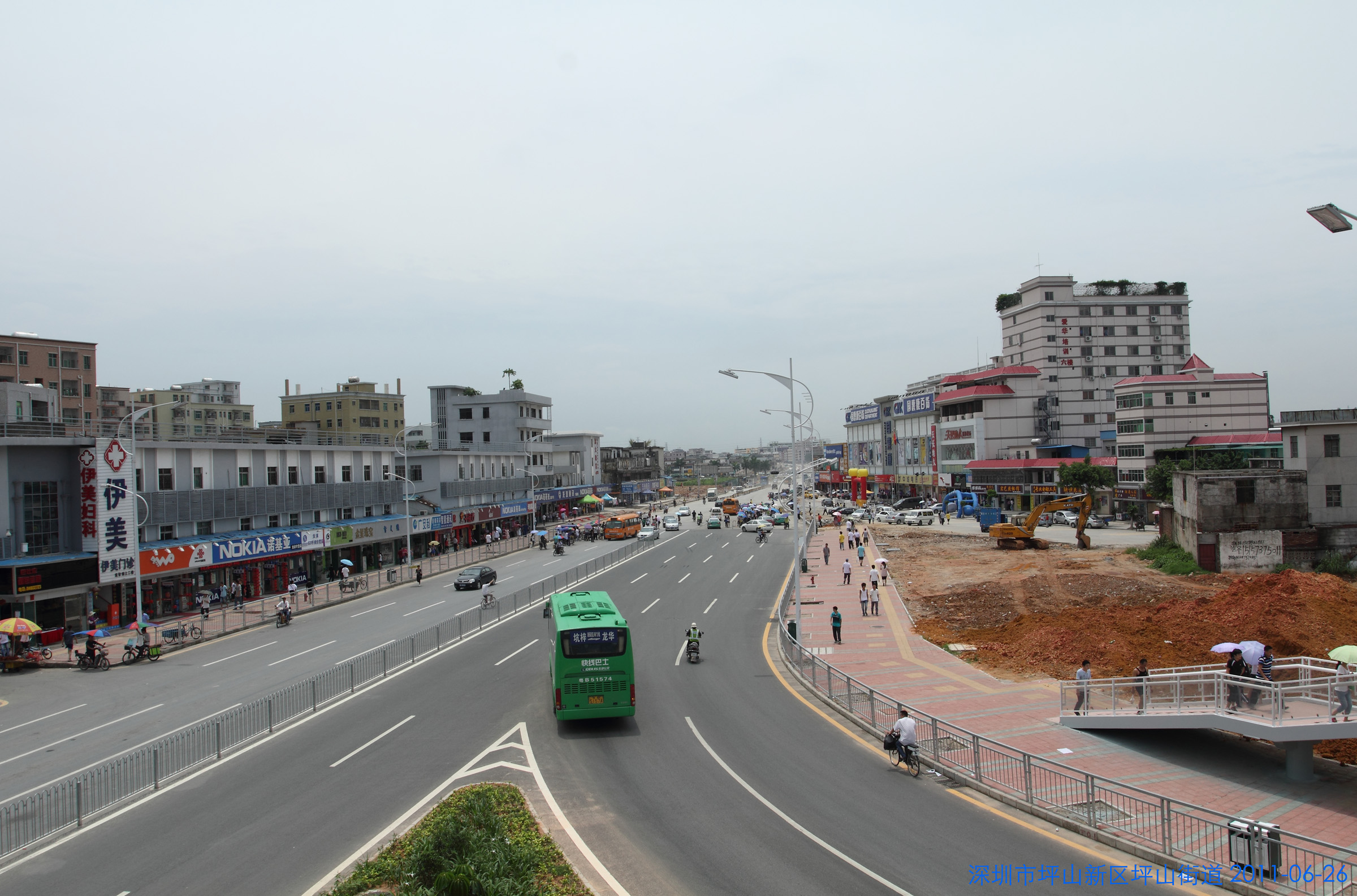
深汕路坪山段

深汕公路是由中華人民共和國廣東省深圳市通往廣東省汕頭市方向的公路，起點於深圳市龍崗區龙东村龙岗立交桥，終點於龍崗區坑梓街道沙田村收費站，與鄰接的惠州市惠阳区沙田鎮白雲二路併屬广东 359省道（西宝线）其中一段。
如今深汕公路各部分均已市政化，各部分分别成为为深汕路和坪山大道的部分或全部。

## 途經區域
- 龍崗街道
- 宝龙街道
- 坪山街道
- 坑梓街道

| 深惠公路 | 西←深汕公路→東 | 白雲二路 |